# Ostap Lutski
Ostap Mijáilovich Lutski, en ucraniano: Оста́п Миха́йлович Лу́цький, (Luka, 8 de noviembre de 1883 -  Kotlas, 8 de octubre de 1941) fue un escritor, publicista y crítico literario ucraniano, así como una figura militar y un político polaco. 

## Vida
Ostap Lutskyi nació en una familia de la pequeña nobleza en Luka, Reino de Galicia y Lodomeria (Austria-Hungría), en lo que ahora es el raion de Sámbir, en el óblast de Leópolis (Ucrania). Asistió a los gymnasium de Búchach, Stanislau y Sámbir, donde se graduó en 1901. Luego estudió Derecho en la Universidad de Leópolis, Filosofía en la Universidad Carolina de Praga y Literatura en la Universidad Jaguellónica de Cracovia, donde conoció a Vasyl Stefanyk y Bohdan Lepky.
Las primeras obras de Lutski fueron publicadas en la revista Ruslan en 1902. En 1903 publicó la colección de poemas, Без маски [Sin máscara], en Kolomyia. Al año siguiente publicó З моїх днів [De mis días] en Leópolis y en 1906 también allí В такі хвилі [En tales olas]. También escribió varios artículos literarios y críticos sobre el desarrollo literario de finales del siglo XIX y principios del XX, y actuó como un activo defensor de las tendencias modernistas en la literatura. Entre 1906 y 1909 fue coorganizador del grupo literario moderno Joven Musa (en ucraniano: Молода муза) y de 1907 y 1914 fue el coeditor y redactor de la revista Bukowina in Czernivitsí. Allí también estuvo envuelto en el movimiento cooperativo local.
Durante la Primera Guerra Mundial sirvió como teniente en el ejército austríaco y en 1918 se fue nombrado ayudante del archiduque Guillermo de Habsburgo. Al comienzo de la Guerra Polaco-Ucraniana de 1918/19, Lutski, sotnyk en el Ejército de Ucrania-Galitzia de la República Popular Ucraniana Occidental y luego oficial del Estado Mayor en el Cuartel General del Ejército de la República Popular Ucraniana, donde sirvió como oficial de enlace para las comunicaciones entre los líderes Simon Petliura y Józef Piłsudski durante la guerra polaco-soviética.
Después de la guerra, vivió en Stryi y fue una figura destacada del movimiento cooperativo ucraniano en Galitzia. Entre 1928 y 1939 estuvo en el comité ejecutivo del partido de la Unión Democrática Nacional de Ucrania [Українське національно-демократичне об'єднання]. De 1928 a 1935 fue diputado del parlamento polaco y de 1935 a 1939 fue senador, donde formó parte del Comité de Relaciones Exteriores y abogó por la normalización de las relaciones entre Ucrania y Polonia. También escribió artículos sobre temas económicos y sociales.

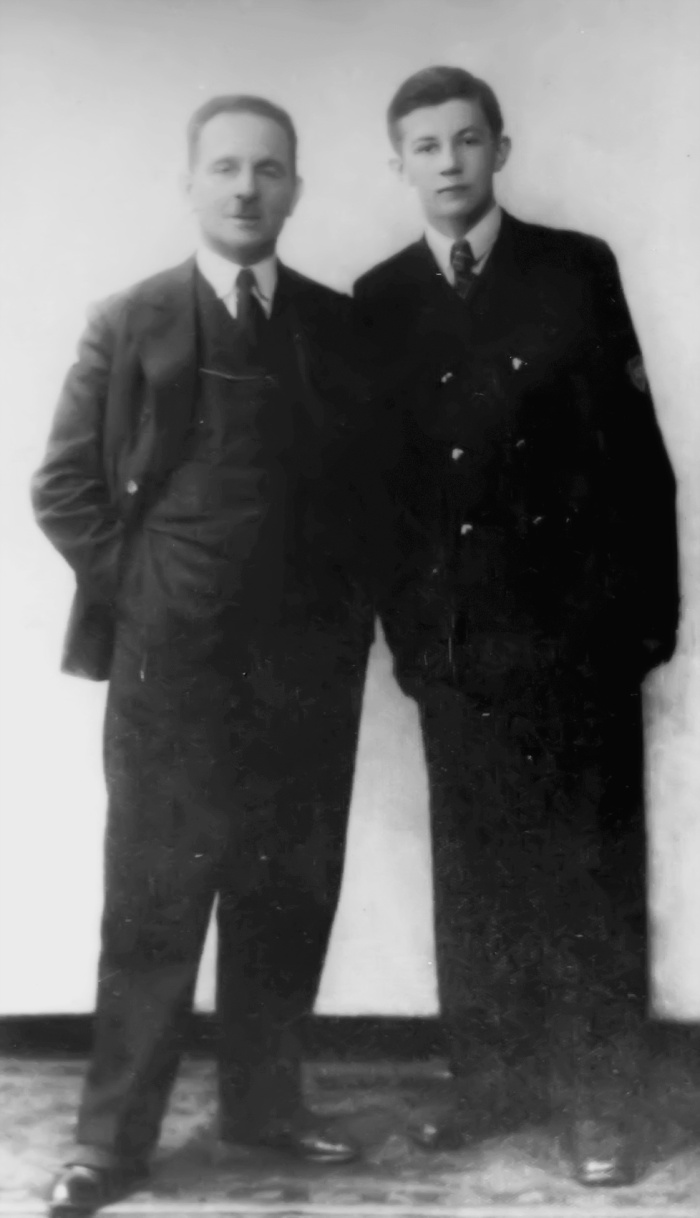
Ostap Lutski con su hijo Yuri Lutski, 1936

Tras la ocupación soviética del este de Polonia, fue arrestado por el NKVD en Leópolis el 2 de octubre de 1939 y falleció dos años más tarde a la edad de 57 años en un gulag cerca de Kotlas en el óblast de Arcángel (Unión Soviética).

## Familia
Ostap Lutski estaba casado con una hija de Stepan Smal-Stotski. Ambos eran padres del erudito literario y traductor ucraniano-canadiense Yuri Lutski.

## Obra
Su hijo Yuri Lutski, junto con Bohdan Rubchak [Богдан Рубчак] (1935–2018), examinó y publicó la obra literaria de su padre en 1968. La correspondencia que Ostap Lutski mantuvo con Iván Frankó y Olha Kobilianska, entre otros, fue publicada en 1994.